# Ray Charles at Newport
Ray Charles at Newport è un album discografico live del cantante e pianista statunitense Ray Charles, pubblicato dalla Atlantic Records nel 1958. Si tratta della registrazione della sua performance al Newport Jazz Festival di quello stesso anno.

## Tracce
1. Night Time Is the Right Time (Ozzie Cadena/Lew Herman) – 4:06
2. In a Little Spanish Town (Sam M. Lewis/Mabel Wayne/Joe Young) – 3:47
3. I Got a Woman (Charles/Renald Richard) – 6:24
4. Blues Waltz (Max Roach) – 6:29
5. Hot Rod (Charles) – 3:43
6. Talkin' 'Bout You (Charles) – 4:26
7. Sherry (Hank Crawford) – 4:18
8. A Fool for You (Charles) – 7:15